# Parque nacional Camino de Cruces
El Parque nacional Camino de Cruces es un parque nacional situado a 15 km al norte de la Ciudad de Panamá, en la Provincia de Panamá, en el país homónimo. Fue creado en 1992 con el fin de conservar los ecosistemas y las especies de los bosques tropicales.

## Características
Cuenta con una superficie de 4.000 hectáreas en forma que corredor, que conserva tramos del empedrado del antiguo Camino Real de Cruces o Camino de Cruces, que unía la Ciudad de Panamá con la costa atlántica. Hoy sirve de unión entre los parques nacionales de Soberanía y Metropolitano.

## Flora y fauna
El clima es tropical lluvioso, con vientos caribeños, y la vegetación es, por consiguiente abundante. Cabe destacar el roble y las especies arbustivas, epifitas, helechos arborescentes y carrizales, además de ejemplares de cedro dulce, cipresillo, jaul, roble blanco, roble encino y  tirrá.
La fauna es también variada y abundante, cabe destacar los reptiles como la iguana verde, serpiente verrugosa, bejuco, víboras y caimán, aves como el guacamayo, loro, guichiche, gavilán y visitaflores o insectos, en especial las mariposas y monos, como el tití.